# Eitt lag enn
"Eitt lag enn" (tradução portuguesa: "Mais uma canção") foi a canção islandesa no Festival Eurovisão da Canção 1990, interpretada em islandês por Stjórnin (constituído por Grétar Örvarsson e Sigriður Benteinsdóttir). Foi a oitava canção a desfilar na noite do festival, a seguir à canção britânica "Give a Little Love Back to the World", interpretada por Emma e antes da canção norueguesa "Brandenburger Tor", interpretada por Ketil Stokkan. Terminou num honroso quarto lugar, recebendo 124 pontos (obtendo as pontuações máximas do Reino Unido e Portugal). A versão inglesa intitulou-se "One more song"

## Autores
- Letra:  Hörður G. Ólafsson
- Música: Aðälsteinn Ásberg Sigurdsson
- Orquestração: Jin Kjell Seljeseth

## Letra
A canção é um dueto de amor, com os cantores descrevendo o seu desejo de dançar um com o outro em mais uma canção.